# Fången på Karlstens fästning
Fången på Karlstens fästning är en svensk äventyrsfilm från 1916 i regi av Georg af Klercker. 

## Handling
Greve de Faber försöker få fram ett nytt sprängämne men får läsa att den svenske professorn Plussman hunnit före. Han reser till Sverige för att köpa sprängämnet, men svensken vägrar. Han försöker då stjäla det, men även detta misslyckas. Han kidnappar då Plussmans dotter och för henne till Karlstens fästning.

## Om filmen
Filmen premiärvisades 14 november 1916 på Brunkebergsteatern i  Stockholm. Den spelades delvis in på Marstrand och i Uddevalla. 

## Rollista (i urval)
- Nils Chrisander – Greve de Faber, sprängämnesexpert
- Maja Cassel – Mary Plussman
- Manne Göthson – Johan Plussman, professor
- Arvid Hammarlund – doktor Johnson
- Gustaf Bengtsson – de Fabers chaufför
- Victor Arfvidson – Berger, fästningsförvaltare
- William Engeström – fiskare
- Hugo Björne – student
- Gabriel Alw – student
- Sture Baude – student